# Passow, Brandenburg
Passow är en kommun och ort i Landkreis Uckermark i förbundslandet Brandenburg i Tyskland. 
Kommunen bildades den 31 december 1998 genom en sammanslagning av de tidigare kommunerna Briest, Jamikow och Passow i den nya kommunen Welsebruch.
Den tidigare kommunen Schönow uppgick i Welsebruch 26 oktober 2003. Namnet på kommunen ändrades till Passow efter centralorten 1 oktober 2004.
Kommunen ingår i kommunalförbundet Amt Oder-Welse tillsammans med kommunerna Berkholz-Meyenburg, Mark Landin, Pinnow (amtssäte) och Schöneberg.